# Sierra (Albacete)
Sierra es una pedanía española perteneciente al municipio de Tobarra, en la provincia de Albacete, dentro de la comunidad autónoma de Castilla-La Mancha.

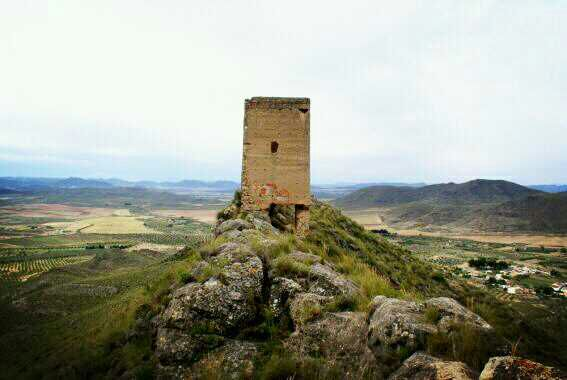
"El Castellar" Sierra.

Pedanía situada a 4 km de Tobarra y 7 de Hellín, tiene una población de 142 habitantes (INE, año 2020), denominados “serranos”, y ocupa una extensión de 91,36 km².
Sin duda, lo más destacable de esta población es su castillo “El Castellar”, enclave hispanomusulmán situado en lo alto de una sierra de difícil acceso con el mismo nombre. Hacía las veces de atalaya y enlace con los castillos de los alrededores como los de Tobarra y Hellín. Esta es una fortaleza que constituye uno de los mejores conjuntos representantes del pasado medieval de la provincia, desde el cual se divisan preciosos paisajes, entre ellos el importante parque arqueológico del Tolmo de Minateda.
Alfonso X el Sabio lo cedió a un noble musulmán, alcaide del castillo de Albacete con el fin de favorecer la integración de la nobleza islámica en el proceso repoblador, pero este intento fracasó al ser vendido al concejo de Alcaraz en 1268 por el hijo del noble musulmán, Abú Abd Allah.
Este fuerte-castillo data del siglo XIII y aun siendo su estado ruinoso se conservan bastantes estructuras en pie.
Se encuentra bajo la protección de la Declaración genérica del Decreto de 22 de abril de 1949 y ley 16/1985 sobre el Patrimonio Histórico Español.
En Sierra podemos encontrar una de las casas de la Comunidad Incontro, dedicada a la recuperación de personas con problemas de drogadicción y otros problemas de marginación. Está ubicada en el lugar conocido como “El Convento”, junto a la Iglesia de esta pedanía.
Las fiestas se celebran el 3 de diciembre en honor a su patrón San Francisco Javier.
Entre los platos típicos de esta pedanía podemos degustar el ajo de matazón, arroz y conejo y los rollos de sartén.
- Datos: Q50680306